# 噬血魔獸
《噬血魔獸》（英語：Loch Ness Terror，科幻频道名为）是一部2008年的恐怖电视电影，由保罗·齐勒（Paul Ziller）执导，齐勒和杰森·伯格编剧。

## 剧情
詹姆斯·墨菲（布萊恩·克勞斯 饰）是一位神秘动物学家，三十年前，在一次前往苏格兰尼斯湖的旅行中，他遭到传说中的“尼斯湖水怪”的袭击，牠杀死了他的父亲和研究助理，在詹姆斯的脸上留下了一道深深的伤疤。 目前，詹姆斯正在寻找尼斯湖水怪，他的线索将他带到了苏必利尔湖畔一个寂静的小镇阿什伯恩。 他遇到了鱼饵店的老板乔什·莱利（尼歐·邁特 饰）。 乔什的前女友佐伊与布罗迪和另外两人一起去湖边的派克岛露营。
乔什的叔叔肖恩试图证明尼斯湖水怪的存在，却被吃掉了。
詹姆斯雇佣乔什担任向导，而他的警长母亲凯伦·莱利最终找到了肖恩的遗体。 她开始怀疑水下有掠食者逍遥法外。 当她的副手的妹妹买完东西回来时，这个怪物杀死了她。 当其中一名露营者消失（被怪物吃掉后）时，其他人无法逃脱，其中一人被杀，而布罗迪受伤。
听说了詹姆斯的事后，凯伦警告他远离乔什，但两人仍然一起工作。 他们发现了一具尸体，詹姆斯在卡伦的副手尼尔·查普曼到达之前取下了头颅。 詹姆斯透露，肖恩之前曾就尼斯湖水怪的事联系过他，看到尸体后，他相信某个地方可能有一个巢穴。 两人出发前，詹姆斯被捕，留下乔什独自前往。
他们将皮肤样本送到大陆的动物研究所，发现其与任何已知爬行动物物种都不匹配后，詹姆斯成功说服卡伦，一只40英尺长的蛇颈龙是这些杀戮事件的幕后黑手。 乔什到达岛上，遇到了一群小蛇颈龙。 他被佐伊和布罗迪救了出来，为了安全他把他们留在了一个磁铁矿矿井，却不知道那里就是巢穴。 布罗迪被一群小蛇颈龙杀死。 警长莱利、墨菲和副警长尼尔查普曼发现了乔希的信号，一路追踪这个生物和她的后代到了岛上的磁铁矿。
警长赖利和乔什设法杀死了一些幼崽，尼尔因弹药耗尽并遭到幼崽的袭击而死亡。 乔什将尼斯湖水怪从佐伊身边引开，将牠困在一个装满磁铁矿的容器中。 詹姆斯用装满氰化物的注射器刺伤了怪物，然后帮助乔什脱离危险，将他的打火机扔进容器中，点燃了爆炸性的磁铁矿，摧毁了怪物及其剩余的后代。 乔什和佐伊重聚了，警长莱利问詹姆斯现在是否要开始“寻找大脚怪”，詹姆斯回答说，他可能会找一个美丽的小镇安家。 乔希问他是不是指阿什伯恩，他笑着回答“是的”。

## 制作
电视电影《噬血魔獸》由林赛·麦克亚当（Lindsay MacAdam）和柯克·肖（Kirk Shaw）为 Insight Film Studios 制作。 该片由科幻频道资助，保罗·齐勒执导。

## 发行
本片于2008年1月5日在美国播出，2008年7月9日在加拿大以DVD形式发行。

## 原声带
土耳其古典音乐家皮娜·托普拉克（Pinar Toprak）创作并演奏了配乐。